# O Barco de Valdeorras
O Barco de Valdeorras település Spanyolországban, Ourense tartományban. O Barco de Valdeorras Rubiá, Carballeda de Valdeorras, A Veiga, Petín, Vilamartín de Valdeorras és Oencia községekkel határos. Lakosainak száma 13 300 fő (2024).

## Népesség
A település népessége az elmúlt években az alábbi módon változott:
| Lakosok száma | 13 002 | 13 518 | 13 943 | 14 213 | 14 052 | 13 899 | 13 581 | 13 395 | 13 350 | 13 300 |
|               | 2001   | 2004   | 2007   | 2009   | 2012   | 2014   | 2017   | 2019   | 2022   | 2024   |